# كارتر إل. ستيفنسون
كارتر إل. ستيفنسون (بالإنجليزية: Carter Littlepage Stevenson)‏ هو عسكري أمريكي، ولد في 21 سبتمبر 1817 في فريدريكسبيورغ في الولايات المتحدة، وتوفي في 15 أغسطس 1888 في مقاطعة كارولاين في الولايات المتحدة.